# بنال وطن (فیلم ۱۹۹۵)
«بنال وطن» (انگلیسی: Cry, the Beloved Country (1995 film)) یک فیلم است که در سال ۱۹۹۵ منتشر شد. از بازیگران آن می‌توان به جیمز ارل جونز، ریچارد هریس، و چارلز اس. داتون اشاره کرد.